# 備份與還原中心
備份與還原中心是一個內建於Windows Vista或以上Windows作業系統的元件。它主要是能夠讓使用者執行有關於備份或還原檔案及資料的工作，並內建於作業系統中。它的出現就取代了原本存在於舊版的Windows作業系統的「NTBackup」。

## 功能及限制
備份與還原中心的功能之多寡取決於使用者所使用Windows Vista的版本。在Windows Vista的家用入門版以及家用進階版中，使用者只能夠使用它來備份個人檔案（如：音樂、影片、文件等），而不能備份系統檔案。但是，在商用入門版、商用進階版以及旗艦版中，使用者就能利用它來備份系統檔案了。另外，除了家用入門版以外的其它版本，使用者還能利用它來安排自動備份檔案的時程表，以讓備份與還原中心每隔一定的時間自動備份檔案。
有一項值得注意的功能限制是，不管是使用什麼版本的Windows Vista，它都不允許使用者自訂特定要備份或不要備份的資料夾或檔案。即當使用者要備份的時候，不能夠指定哪些檔案不需要備份，或者是只需要哪些檔案備份即可。

### Complete PC備份
在商用入門版、商用進階版以及旗艦版中，備份與還原中心另外還有一項功能：Complete PC備份。它能夠讓使用者備份整個作業系統，包括個人檔案以及系統檔案，所有的資料都將被備份為一個映像檔案。如果需要還原，使用者則可以在之後透過適宜的還原環境（如：使用Windows Vista的光碟來開機）同樣使用這個程式來還原整個電腦。